# St Jansdal Ziekenhuis
Het St Jansdal Ziekenhuis is een Nederlands ziekenhuis met vestigingen in Harderwijk, Lelystad en drie poliklinieken in Zeewolde, Putten en Dronten.

## Geschiedenis
Het ziekenhuis ontstond in 1976 na een fusie van drie ziekenhuizen: het Boerhaave en het Piusziekenhuis in Harderwijk en het Ziekenhuis Salem in Ermelo.
Een nieuwe locatie in Harderwijk werd op 15 maart 1988 door prinses Margriet geopend. De naam 'St Jansdal' is afkomstig van een middeleeuws klooster bij Ermelo.

## Uitbreiding naar Flevoland
Toen eind oktober 2018 de IJsselmeerziekenhuizen in de financiële problemen raakten en vervolgens failliet gingen, nam het St Jansdal Ziekenhuis in november 2018 het ziekenhuis in Lelystad en bijna 15.000 patiënten over. Het St Jansdal continueerde vanaf 1 maart 2019 in afgeslankte vorm de ziekenhuiszorg in Lelystad, waarbij het Zuiderzeeziekenhuis in Lelystad de nieuwe naam St Jansdal Lelystad kreeg. Met de overname kreeg het St Jansdal alsnog de controle over het ziekenhuis, nadat het in 2008 niet was gelukt.
Na de overname leek het St Jansdal financieel veel gezonder. In 2019 steeg het ziekenhuis van de 51e positie van de BDO-Benchmark Ziekenhuizen 2019, naar een plek in de top 10. Door de coronacrisis ging het in 2020 echter financieel niet goed met de ziekenhuizen. Het St Jansdal verwachtte een verlies te lijden van ruim twee miljoen euro, terwijl eerder voor 2020 en de jaren daarna had gerekend op een positief resultaat van jaarlijks vijf miljoen. De compensatieregeling die in verband met de veranderde omstandigheden was overeengekomen tussen zorgverzekeraars en de ziekenhuizen, pakte voor het St Jansdal ongunstig uit. Dit kwam doordat 2019 als referentiejaar werd genomen voor de compensatie. Door de overname van het Zuiderzeeziekenhuis lag de omzet in dat jaar echter ver onder het niveau dan waarop voor de volgende jaren werd gerekend. 